# Dietlibc
dietlibc — стандартна бібліотека мови програмування C розроблена Феліксом фон Ляйтнером з метою компіляції та лінкування програм у виконуваний файл якомога меншого розміру, що є досить важливим при створенні програмного забезпечення для вбудованих пристроїв. Розповсюджується на умовах ліцензії GNU General Public License версії 2.

## Зовнішні посилання
- Офіційна сторінка [Архівовано 21 жовтня 2008 у Wayback Machine.]